# Maracaynatum cubanum
Maracaynatum cubanum – gatunek kosarza z podrzędu Laniatores i rodziny Samoidae.

## Występowanie
Gatunek wykazany z Kuby.